# Mazzorbo
Mazzorbo ist eine Insel in der Lagune von Venedig, die nur etwas über 50 Meter westlich der Insel Burano (bzw. deren Teilinsel San Mauro) liegt. Mit dieser ist sie durch eine einfache, 60 Meter lange Holzbrücke verbunden. Mazzorbo ist traditionell eines der sechs sestieri von Burano (die übrigen fünf liegen auf der Insel Burano selbst). Die Insel hat offiziell eine Fläche von 52 Hektar, genauer 517.945 Quadratmeter. Satellitenbildmessungen ergeben jedoch nur eine Länge von 945 Metern und eine maximale Breite von 320 Metern, mit einer Fläche von kaum mehr als 20 Hektar. Unter Einschluss der Nachbarinsel Mazzorbetto wäre der offizielle Flächenwert plausibel.
Zur Volkszählung 2001 wurden 364 ständige Einwohner nachgewiesen, sowie 10 auf Mazzorbetto, am 4. Juni 2010 zählte man noch 329 auf der Insel, 2011 waren es nur noch 316.

## Lage, Verkehr
Von Venedig kommend fährt man in den Mazzorbokanal ein (Canale di Mazzorbo, der in seinem westlichsten Teil 22 Meter breit ist, sich jedoch weiter östlich von 55 bis auf 75 Meter weitet), der Mazzorbo von der nördlich vorgelagerten, größeren Insel Mazzorbetto trennt. Eine Brückenverbindung nach Mazzorbetto besteht nicht. Der westlichste Teil von Mazzorbo ist durch einen 12 bis 20 Meter breiten Wasserweg vom Hauptteil der Insel abgetrennt, aber durch zwei Brücken mit diesem verbunden.
Mazzorbo ist von Venedig aus mit öffentlichem Verkehrsmittel (Linie LN) erreichbar. Die heutigen Einwohner arbeiten teils in Burano (Tourismus) und pendeln teils nach Murano oder Venedig. Wie auf den anderen Laguneninseln Sant’Erasmo oder Vignole, wird auch auf Mazzorbo Gemüse gezogen, bzw. ein wenig Weinbau betrieben.

## Geschichte

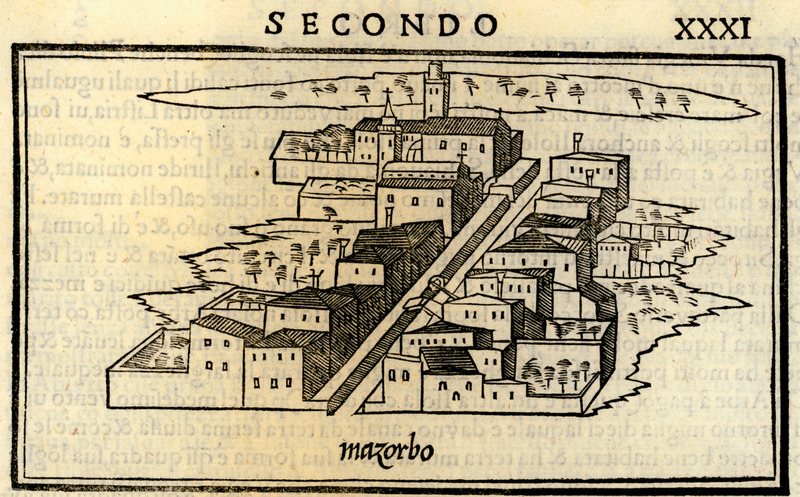
Darstellung von „Mazorbo“ im Isolario di Benedetto Bordone nel qual si ragiona di tutte l'isole del mondo, con li lor nomi antichi & moderni, historie, favole, & modi del loro vivere, Venedig 1528

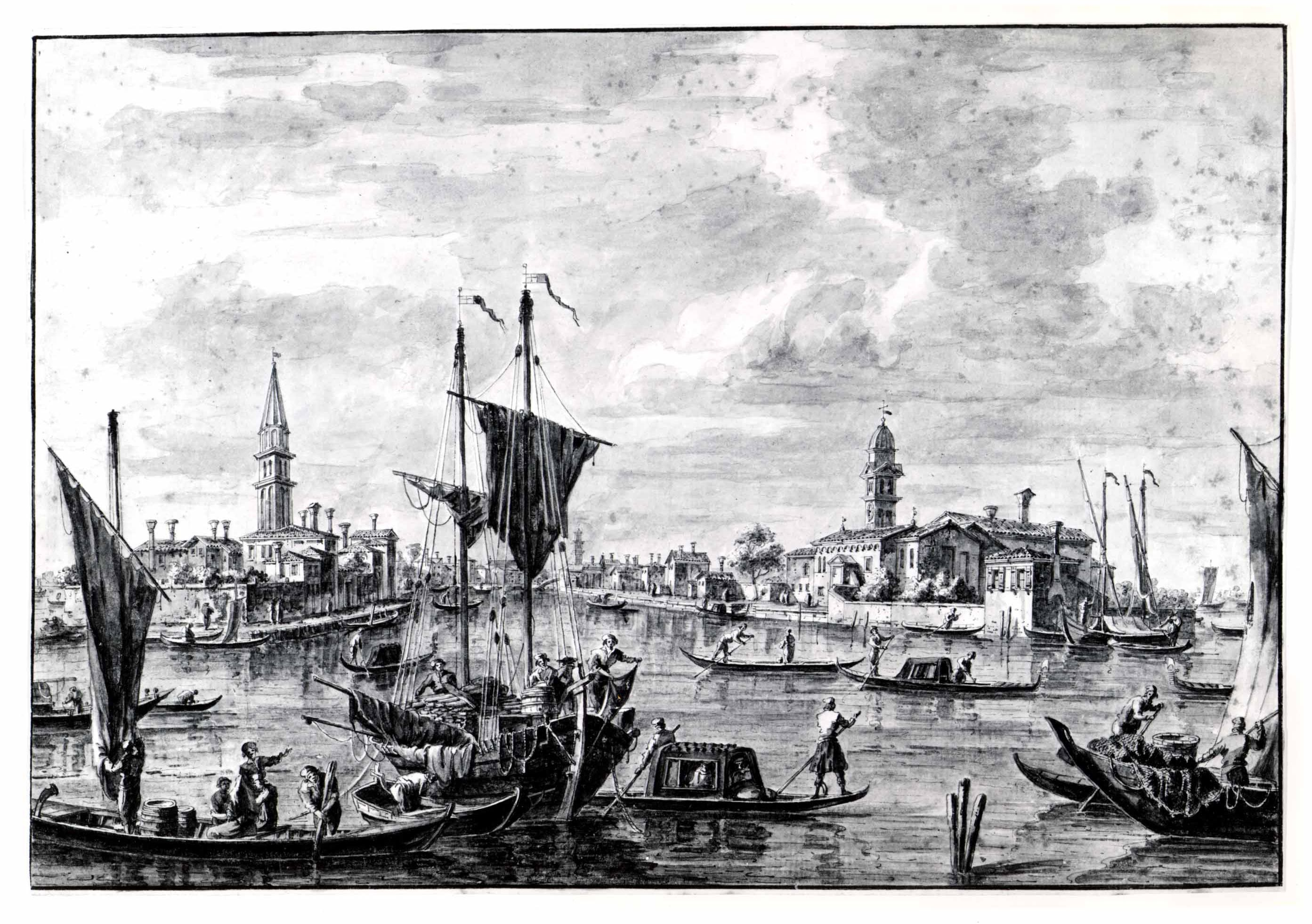
Francesco Tironi: Ansicht von Mazzorbo, Feder und braune Tinte, grau laviert, 28,0 × 41,4 cm, Robert Lehman Collection im Metropolitan Museum of Art zu New York

Der Name Mazzorbo leitet sich vom lateinischen Maiurbium ab, das ‚größere Stadt‘ bedeutet und auf die frühere Wichtigkeit dieser Insel hinweist. Diese reicht womöglich bis ins 5. Jahrhundert v. Chr. zurück, in die sich Fragmente attischer Keramik datieren ließen. Reste von Palisaden und Fragmente von Terra sigillata aus dem zweiten und dritten Jahrhundert bei der Kirche S. Michele Arcangelo belegen menschliche Bewohner, jedoch lässt sich keine kontinuierliche Siedlung nachweisen. Vor allem war die Insel Zufluchtsort für Bewohner von Altinum.

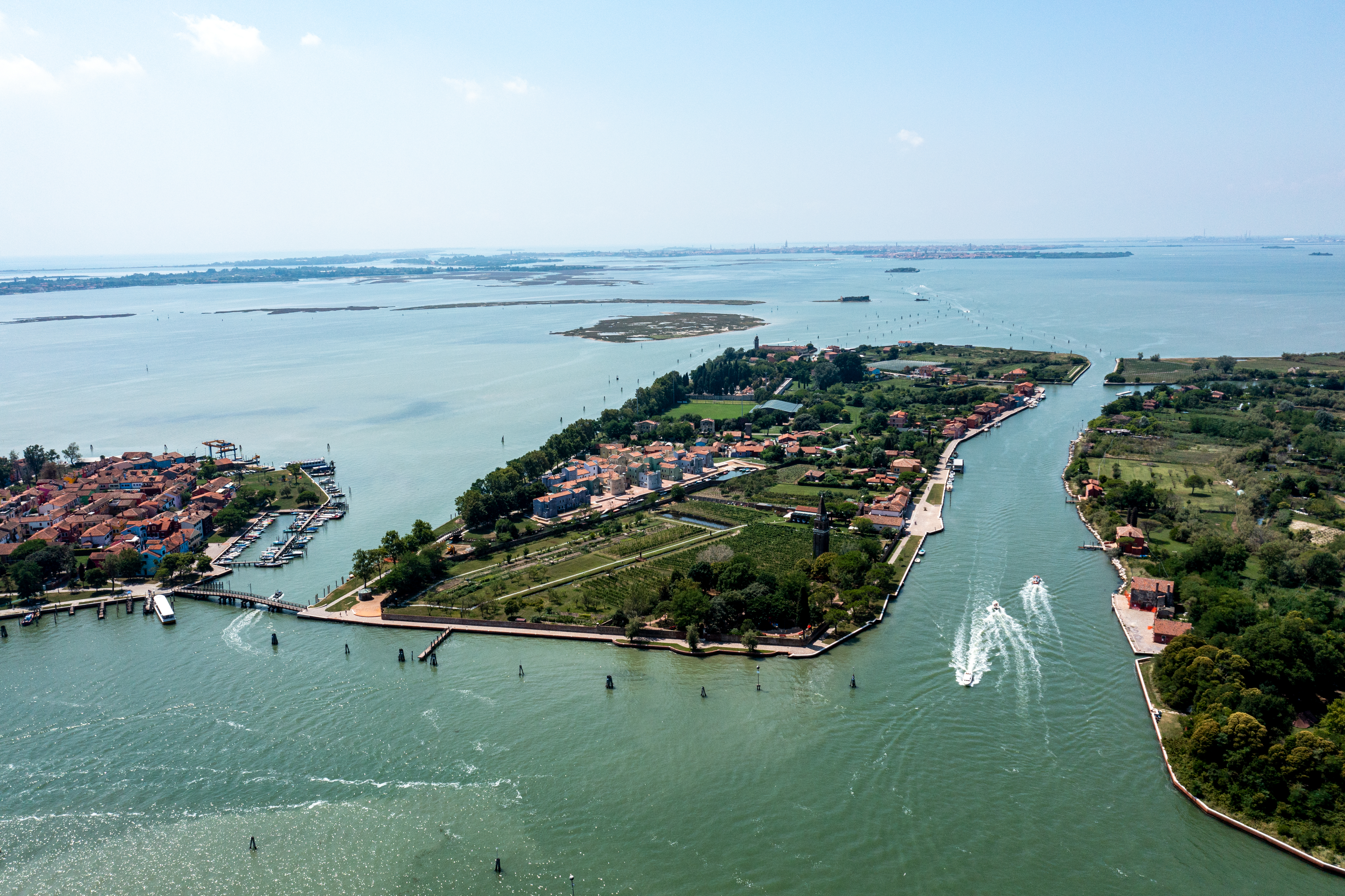
Die Insel Mazzorbo, Aug. 2021

Als im 6. Jahrhundert der Wasserspiegel anstieg – aus der Spätantike oder dem Frühmittelalter fanden sich Überreste eines Versuchs, die nordwestliche Uferlinie gegen den steigenden Meeresspiegel zu verteidigen –, errichtete man erste Uferbefestigungen und hob das Bodenniveau der Häuser. Diese Aufschüttungen setzten allerdings verstärkt erst zu Beginn des 7. Jahrhunderts ein. Ende des 8. Jahrhunderts begann der Meeresspiegel erneut zu steigen, worauf wiederum Bau- und Sicherungsmaßnahmen erfolgten. Sie fanden im 11. Jahrhundert ihren Höhepunkt, als das alte Malamocco überschwemmt wurde.
Neben einigen Häusern aus dem 16. und 17. Jahrhundert ist die Kirche Santa Caterina aus dem 14. Jahrhundert erwähnenswert, in deren Campanile die älteste Glocke der Lagune (1318) hängt.